# Soli (пісня)
Soli (укр. «Наодинці») — сингл італійського співака та кіноактора Адріано Челентано 1979 року. Пісня написана Тото Кутуньйо і Крістіано Мінеллоно. Вона увійшла до репертуару як Челентано та і Кутуньйо.

## Про пісню
Пісня увійшла до однойменного альбому Адріано Челентано «Soli» і також вийшла як сингл на платівці у 45 обертів разом з піснею «Io e te» на стороні «Б» (номер CLN 10174) 23 квітня 1979 року, під лейблом «Clan Celentano», обкладинка була точно така, як і у довгограючої платівки. Крім Італії, пісня як сингл випускалася в Німеччині і Іспанії у 1979 році разом з композицією «Amore No» на стороні «Б», під лейблом «Ariola», обкладика у цих країнах відрізнялася від італійської — там була зображена фотографія Челентано.
Музику пісні написав композитор Тото Кутуньйо, а текст пісняр Крістіано Мінеллоно. Аранжування до синглу у виконанні Челентано створив шотландський музикант Тоні Міммс, а продюсуванням зайнявся близький друг співака — Мікі Дель Прете. Кутуньйо також включив пісню і до свого репертуару, вона увійшла до його альбому «Voglio L'Anima» (1979). Музика пісні була виконана у стилі шансон.
«Soli» стала найуспішнішою піснею однойменного альбому — посідала 1 позицію в італійських чартах протягом 1979/80 років, вона розповідала про буденне життя пари закоханих, які відгородилися від зовнішнього світу.. Також вона стала однією з найпопулярніших і найвідоміших пісень в репертуарі Челентано.
Згодом пісня увійшла до офіційних збірників Челентано: «Il Cuore, La Voce» (2001), «Unicamente Celentano» (2006), «...Adriano» (2013) і його концертного альбому «Adriano Live» (2012).
Пісня виконувалася Челентано наживо у телепередачах, ведучим яких був він: «Fantastico» (1987), «Svalutation» (1992), «Francamente me ne infischio» (1999) і на його концертах в Москві (1987) та «Rock Economy» (2012).

## Творці пісні
- Адріано Челентано — вокал,
- Тото Кутуньйо — написав музику,
- Крістіано Мінеллоно — написав текст,
- Тоні Міммс — аранжування,
- Мікі Дель Прете — продюсування.

## Ліцензійне видання синглу
| Назва              | Лейбл          | Номер                | Країна    | Рік  |
| ------------------ | -------------- | -------------------- | --------- | ---- |
| Soli/Io E Te (7")  | Clan Celentano | CLN 10174            | Італія    | 1979 |
| Soli/Amore No (7") | Clan Celentano | YD 544               | Італія    | 1979 |
| Soli/Amore No (7") | Ariola, Ariola | 100 752, 100 752—100 | Німеччина | 1979 |
| Soli/Amore No (7") | Ariola         | 100.752              | Іспанія   | 1979 |